# کبری دهقان
کبری دهقان (زاده: ۱۳۳۹، ولایت بدخشان) یک سیاست‌مدار اهل افغانستان است. وی نمایندهٔ مردم بدخشان در دوره پانزدهم مجلس نمایندگان افغانستان بود.

## زندگی‌نامه
کبری دهقان متولد ۱۳۳۹ از ولایت بدخشان افغانستان است. وی تحصیلات خود را تا صنف چهاردهم، از دارالمعلمین سید جمال‌الدین به اتمام رساند.

## دیگر فعالیت‌ها
- فعالیت به عنوان معلم در ولایت بدخشان و کابل.[۱]